# A Peroxa
A Peroxa – gmina w Hiszpanii, w prowincji Ourense, w Galicji, o powierzchni 54,52 km². W 2011 roku gmina liczyła 2085 mieszkańców.